# 吉村太一
吉村　太一（よしむら　たいち、1975年7月17日 - ）は、ラグビートップリーグ近鉄ライナーズの元選手および元日本A代表選手。

## プロフィール
- 奈良県出身。
- 現役時代のポジションはスタンドオフ、フルバック。

## 経歴
- 1991年京都外大西高校入学。
- 1994年龍谷大学入学。
- 1995年度関西大学リーグ3位、第32回全国大学選手権ベスト16。
- 1996年度関西大学リーグ4位、第33回全国大学選手権ベスト16。
- 1997年度関西大学リーグ3位、第34回全国大学選手権ベスト16。
- 1999年近鉄入社、ラグビー部（近鉄ライナーズ）入部。
- 1999年度第52回全国社会人大会ベスト8。
- 2000年度第53回全国社会人大会ベスト8。
- 2001年度第54回全国社会人大会ベスト16。
- 2002年度第55回全国社会人大会ベスト8。
- 2003年度近鉄ライナーズ・キャプテン。
- 2003年度トップリーグ10位。
- 2004年度トップリーグ11位。トップウェストに降格決定。
- 2005年度トップウェスト優勝。トップリーグ入替戦敗退。
- 2006年度トップウェスト優勝。トップリーグ入替戦敗退。
- 2007年度トップウェスト優勝。トップチャレンジ優勝。トップリーグ昇格決定。日本選手権出場。ただしこの年度は負傷のため殆ど試合に出られなかった。
- 2008年3月現役引退。社業に専念。

## 代表歴他
関西代表・
日本Ａ代表
2001年4月8日日本A代表33-31NZU（花園）出場。
トップリーグ通算20試合出場、147得点。